# James Bernard Reilly

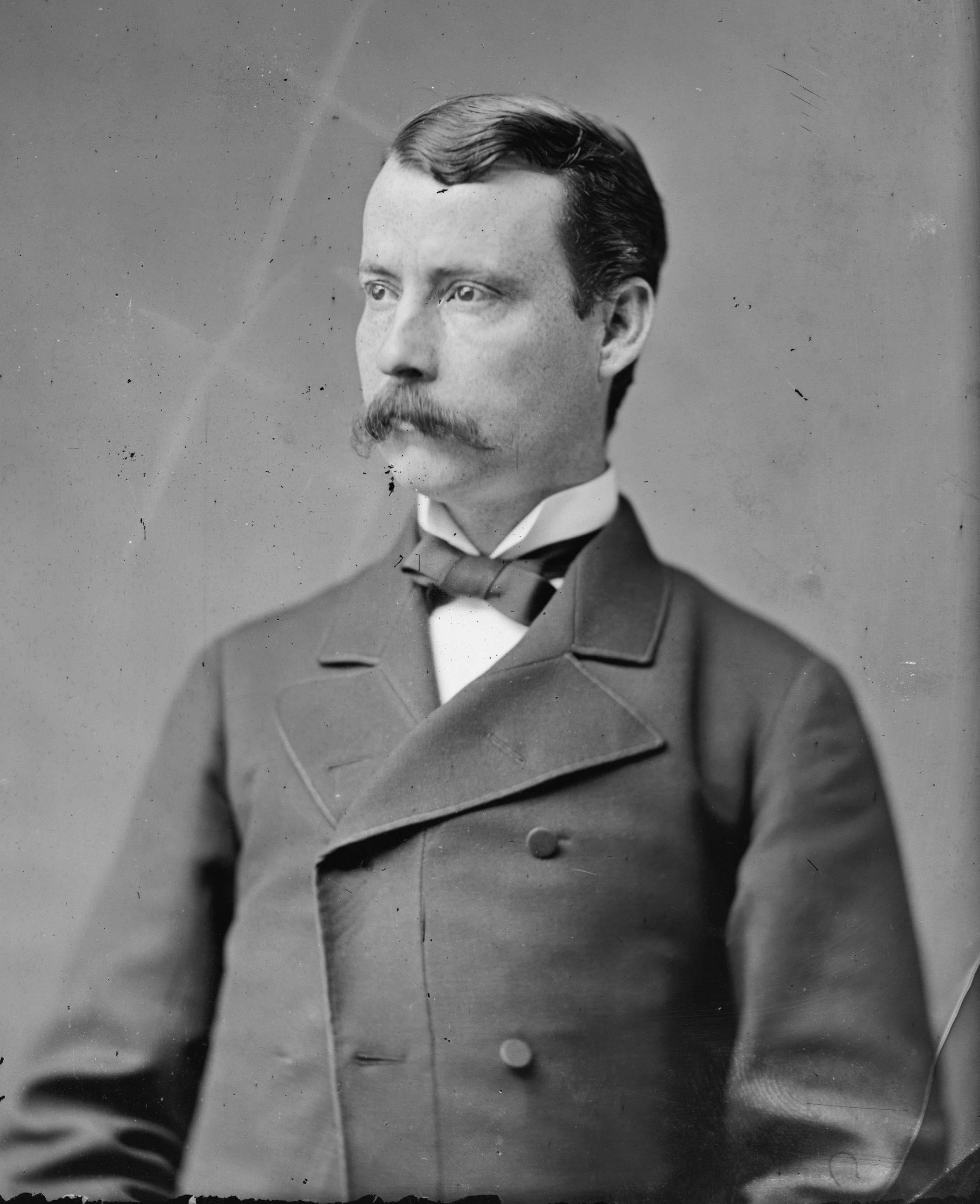
James Bernard Reilly

James Bernard Reilly (* 12. August 1845 in Pinedale, Schuylkill County, Pennsylvania; † 14. Mai 1924 in Pottsville, Pennsylvania) war ein US-amerikanischer Politiker. Zwischen 1875 und 1879 sowie nochmals von 1889 bis 1895 vertrat er den Bundesstaat Pennsylvania im US-Repräsentantenhaus.

## Werdegang
James Reilly besuchte die öffentlichen Schulen seiner Heimat. Im Jahr 1862 absolvierte er die Bunker Hill School in Pottsville. Nach einem Jurastudium und seiner 1869 erfolgten Zulassung als Rechtsanwalt begann er in Pottsville in diesem Beruf zu arbeiten. Zwischen 1871 und 1875 war er Bezirksstaatsanwalt im Schuylkill County. Politisch war er Mitglied der Demokratischen Partei. Bei den Kongresswahlen des Jahres 1874 wurde Reilly im 13. Wahlbezirk von Pennsylvania in das US-Repräsentantenhaus in Washington, D.C. gewählt, wo er am 4. März 1875 die Nachfolge des Republikaners James Dale Strawbridge antrat. Nach einer Wiederwahl konnte er bis zum 3. März 1879 zwei Legislaturperioden im Kongress absolvieren.
Nach dem vorläufigen Ende seiner Zeit im US-Repräsentantenhaus praktizierte James Reilly wieder als Anwalt. Im Juni 1880 nahm er als Delegierter an der Democratic National Convention in Cincinnati teil. In den Jahren 1881 und 1882 bewarb er sich jeweils erfolglos um zwei Richterposten in seinem Heimatbezirk; 1884 strebte er erfolglos die Rückkehr in den Kongress an. Bei den Wahlen des Jahres 1888 wurde Reilly dann aber erneut im 13. Distrikt seines Staates in den Kongress gewählt, wo er am 4. März 1889 Charles N. Brumm ablöste. Nach zwei Wiederwahlen konnte er bis zum 3. März 1895 drei weitere Legislaturperioden im Kongress verbringen. Ab 1891 war er Vorsitzender des Committee on Pacific Railroads. Im Jahr 1894 wurde er nicht wiedergewählt.
Zwischen 1896 und 1900 war Reilly US Marshal für den östlichen Teil des Staates Pennsylvania. Danach betätigte er sich wieder als Rechtsanwalt. Im Jahr 1913 strebte er ohne Erfolg die Stelle eines Richters am Superior Court an. Er starb am 14. Mai 1924 in Pottsville.